# Sapatgram
Sapatgram é uma cidade e uma town area committee no distrito de Dhubri, no estado indiano de Assam.

## Geografia
Sapatgram está localizada a 26° 20′ N, 90° 08′ L. Tem uma altitude média de 27 metros (88 pés).

## Demografia
Segundo o censo de 2001, Sapatgram tinha uma população de 12 046 habitantes. Os indivíduos do sexo masculino constituem 51% da população e os do sexo feminino 49%. Sapatgram tem uma taxa de literacia de 77%, superior à média nacional de 59,5%: a literacia no sexo masculino é de 82% e no sexo feminino é de 72%. Em Sapatgram, 10% da população está abaixo dos 6 anos de idade.